# Phornphirun Philawan
 (juin 2019).
Phornphirun Philawan, née le 8 avril 1999, est une joueuse thaïlandaise de football évoluant au poste de Défenseur. Elle joue en club pour le BG-Bundit Asia et en équipe nationale.

## Carrière
Elle fait partie des 23 joueuses retenues pour disputer la coupe du monde 2019 en France.